# Halania
Halania (em árabe: الحلانية; romaniz.: Al-Hallaniyah)  é uma ilha do arquipélago Curia Muria, de Omã. É a maior e a única habitada do arquipélago. Fica no centro do grupo, a 8  km a leste de Sauda, a ilha mais próxima, e a segunda maior. A sua área é de 56 km². A única localidade fica na parte ocidental, plana, e tem entre 100 e 150 habitantes. É acessível por navio ou avião, pois tem uma pista de aviação.
A ilha é em geral acidentada e árida, exceto por algumas tamareiras e um pouco de herbáceas no lado oriental. A parte central tem diversos  picos de granito muito próximos, o maior atingindo 495 metros de altitude.
Em 2016, o International Journal of Nautical Archaeology lançou um relatório que dava conta da descoberta e escavação dos restos de um navio que provavelmente será o navio português Esmerelda. O Esmeralda, que foi descoberto em 1998, afundou-se em 1503 quando era capitaneado por Vicente Sodré, tio materno de Vasco da Gama. A escavação de 2013-2015 descobriu cerca de 2800 artefactos, incluindo uma raríssima moeda de prata da Índia, cunhada para o comércio luso-indiano, uma dúzia de moedas de ouro, um sino numa liga de cobre, projéteis para canhão e parte do que se julga ser um astrolábio.